# Westbrook (Maine)
Pour les articles homonymes, voir Westbrook.
Westbrook est une ville du nord-est des États-Unis, dans l'État du Maine.

## Histoire
La ville s'appelait Saccarappa, au bord de la rivière Presumpscot, la commune faisait partie de Portland (Maine) jusqu'au 14 février 1814. Son nom vient du colonel Thomas Westbrook, un commandant pendant la Guerre de Father Rale. En 1871, Saccarappa est divisée en deux municipalités;. Westbrook et Deering, qui a ensuite inclus à la commune de Portland en 1898.
La rivière Presumpscot alimentait en eau pour les premiers moulins de la ville. En 1829, une scierie a été construite et la ville industrielle est devenue connue pour son bois. D'autres industries ont suivi, la fabrication de sacs de céréales, des machines et des roues à eau, des harnais, des bottes, des chaussures et des mocassins, et de la ferblanterie, des briques, des boîtes en bois, de la semoule et de la farine. La Portland Manufacturing Company a construit une usine de textile à Saccarappa pour faire des draps. Un moulin à papier a été construit à Cumberland Mills. En 1859, la compagnie produisait 1 000 tonnes de papier par an. En 1867, le nom de l'usine allait changer pour Warren Paper Mill.
Le canal Cumberland a ouvert en 1832, reliant Portland à Harrison par voie d'eau. C'était la voie de navigation commerciale primaire de marchandises jusqu'en 1871, quand elle a été rendue obsolète par le rail. Les vestiges du canal sont encore visibles dans toute la ville.

## Démographie

### Population
Au recensement de 2020, la ville comptait 20 404 habitants et sa population est estimée à 20 645 habitants en 2022.
| Groupe                           | Pourcentage |
| -------------------------------- | ----------- |
| Blancs (dont Latino-Américains)  | 88,1 %      |
| Noirs ou Afro-Américains         | 4,4 %       |
| Amérindiens                      | 0,1 %       |
| Asiatiques                       | 2,2 %       |
| Métis                            | 3,3 %       |
| Autres                           | 0,0 %       |
|                                  |             |
| Hispaniques et Latino-Américains | 1,4 %       |

### Vétérans
Pour la période 2017-2021, 1 428 vétérans ont été recensés à Westbrook sur les 101 024 que compte le Maine. 

## Personnalités liées à la commune
- Benjamin Paul Akers, sculpteur
- John Cumberland, joueur de baseball qui a évolué aux Yankees de New York, Giants de San Francisco, Cardinals de Saint-Louis, et Angels de Los Angeles
- Kevin Eastman[2],
- James Deering Fessenden, général, né à Westbrook
- Scott Garland catcheur.
- George Gore, sportif, évolua au Chicago Cubs, New York Giants, and St. Louis Cardinals
- Nancy A. Henry, poète
- Edmund Needham Morrill, gouverneur
- Avie Tevanian, économiste
- Rudy Vallee, musicien